# Седльонткув
Седльонткув (пол. Siedlątków) — село в Польщі, у гміні Пенчнев Поддембицького повіту Лодзинського воєводства.
Населення — 126 осіб (2011).
У 1975-1998 роках село належало до Серадзького воєводства.

## Демографія
Демографічна структура станом на 31 березня 2011 року:
|          | Загалом | Допрацездатний вік | Працездатний вік | Постпрацездатний вік |
| -------- | ------- | ------------------ | ---------------- | -------------------- |
| Чоловіки | 58      | 9                  | 40               | 9                    |
| Жінки    | 68      | 9                  | 43               | 16                   |
| Разом    | 126     | 18                 | 83               | 25                   |